# Se avessi un cuore (singolo)
Se avessi un cuore è un singolo della cantante italiana Annalisa, pubblicato il 15 aprile 2016 come secondo estratto dall'album omonimo.

## Descrizione
Traccia d'apertura dell'album, Se avessi un cuore è, secondo il punto di vista della cantante, un brano «contro le visioni radicali, di qualsiasi genere, che ci allontanano dall'intelligenza pura e ci annullano come esseri pensanti»:

## Video musicale
Il video, per la regia di Gaetano Morbioli e coreografie di Laccio, è stato girato all'interno di un'osteria a Poiano, in provincia di Verona.

## Tracce
Testi e musiche di Annalisa Scarrone e Davide Simonetta.
1. Se avessi un cuore – 2:54

## Formazione
Musicisti
- Annalisa – voce
- Fabrizio Ferraguzzo – chitarra elettrica, lap steel guitar
- Riccardo "Deepa" Di Paola – moog, sintetizzatore, drum machine
- Antonio Filippelli – sintetizzatore
- Donato Romano – programmazione

Produzione
- Fabrizio Ferraguzzo – produzione
- Donato Romano – registrazione, missaggio
- Gianmarco Manilardi – editing
- Antonio Baglio – mastering

## Classifiche
| Classifica (2016) | Posizione massima |
| ----------------- | ----------------- |
| Italia            | 50                |